# Paweł Bębenek
Paweł Bębenek (ur. 1 września 1972) – polski śpiewak, kompozytor, dyrygent, związany ze środowiskiem muzycznym przy krakowskim klasztorze Ojców Dominikanów.
Z muzyką liturgiczną Bębenek zetknął się w 1990, początkowo jako chórzysta. W 1993 rozpoczął pracę z zespołem muzyki dawnej "Bractwo Lutni" z Dworu na Wysokiej, z którym występował podczas wielu koncertów i festiwali w kraju i za granicą.
Zajmuje się muzyczną tradycją kościoła, jest autorem wielu kompozycji i aranżacji dawnych pieśni kościelnych. W maju 2004 Edycja Świętego Pawła wydała jego pierwszą autorską płytę Dzięki Ci Panie. Msza o Miłosierdziu.
Pracował z ludźmi zajmującymi się muzyką dawną i liturgiczną, m.in. z Antonim Pilchem, twórcą i założycielem Bractwa Lutni, Marcinem Bornus-Szczycińskim (Bornus Consort), Stanisławem Szczycińskim (Mikroklimat), Taivo Niitvägi (Linnamuusikud, Tallinn), Andriejem Kotowem (Sirin, Moskwa), Aleksandrem Tomczykiem (Studium Musicae Cracoviense, Kraków) oraz Marcinem i Janem Pospieszalskimi. Jego zaangażowanie w środowisko muzyczne przy krakowskim klasztorze Ojców Dominikanów zaowocowało m.in. współtworzeniem muzyki do musicalu Zazdrosna Miłość (razem z Piotrem Pałką, Hubertem Kowalskim i Dawidem Kuszem OP).

## Dyskografia
- Dzięki Ci Panie. Msza o Miłosierdziu. Missa de Misericordia,Edycja Świętego Pawła, Częstochowa 2004
- Boże mój, szukam Ciebie. Desiderii carmina, Edycja Świętego Pawła, Częstochowa 2008
- Gdy się rodzi Zbawca świata, Fundacja Dominikański Ośrodek Liturgiczny, Kraków 2009
- Jutrznia za Nienarodzonych, 2010 Płyta internetowa dostępna na profilu Pawła Bębenka na MySpace

## Kompozycje
- Jutrznia za nienarodzonych, 2009 - utwór nagrany 24 listopada 2010 w kościele św. Barbary w Krakowie; udostępniony jako wolny na Licencji Creative Commons